# Stegana nigromarginata
Stegana nigromarginata är en tvåvingeart som beskrevs av Oswald Duda 1925. Stegana nigromarginata ingår i släktet Stegana och familjen daggflugor.
Artens utbredningsområde är Costa Rica. Inga underarter finns listade i Catalogue of Life.